# Sergey Shilov (cyclisme)
Pour les articles homonymes, voir Sergey Shilov.
Sergey Shilov (né le 6 février 1988) est un coureur cycliste russe.

## Biographie
Sergey Shilov naît le 6 février 1988 en URSS.
En janvier 2009, il est contrôlé positif au carphédon et suspendu un an par la fédération russe,. Il quitte l'équipe Moscow en juin 2009, au bout d'un semestre.
En 2010, il entre dans l'équipe Lokomotiv. Il remporte la 1re et le classement général du Tour de Carthagène et du Tour de la Bidassoa, la 3e étape du Tour de Tarragone, et les 3e et 5ea étapes du Tour de Palencia, il termine également 10e du championnat d'Europe sur route espoirs. 
En 2011, il remporte la 6e étape du Tour de Navarre et est médaillé d'or du contre-la-montre par équipes à l'Universiade d'été. 
Lokomotiv devient l'équipe continentale Lokosphinx en 2012, il remporte cette année-là la 3e étape du Tour de l'Alentejo. 
En 2013, il remporte la 3e étape du Tour de León, et l'année suivante la 8e étape du Tour du Portugal, et termine 3e du Grand Prix Industrie del Marmo. 
En 2015, il remporte la deuxième étape du Tour de Castille-et-León.
Sélectionné pour disputer la poursuite par équipes aux Jeux olympiques de Rio de 2016, il est finalement interdit de départ en raison de son contrôle positif en 2009. Il est contrôlé positif au Meldonium en début d'année 2016, mais n'est pas suspendu, car le produit avait été récemment ajouté aux substances interdites. Il perd néanmoins ses résultats obtenus en début d'année, notamment sa deuxième place lors du Tour de La Rioja.
En août 2018, il termine douzième du Tour Poitou-Charentes remporté par Arnaud Démare.

## Palmarès sur route

### Par années
- 2010[1]
  - Tour de Carthagène :
    - Classement général
    - 1re étape

  - Tour de la Bidassoa :
    - Classement général
    - 1re étape

  - 3e étape du Tour de Tarragone
  - 3e et 5ea étapes du Tour de Palencia
  - 10e du championnat d'Europe sur route espoirs
- 2011
  - 6e étape du Tour de Navarre
  -  Médaillé d'or du contre-la-montre par équipes à l'Universiade d'été
  - 2e du Trofeu Joan Escolà
  - 3e du Trofeo Ayuntamiento de Zamora
- 2012
  - 3e étape du Tour de l'Alentejo
- 2013
  - 3e étape du Tour de León
- 2014
  - 8e étape du Tour du Portugal
  - 3e du Grand Prix Industrie del Marmo
- 2015
  - 2e étape du Tour de Castille-et-León
  - Prologue et 2e étape du Trophée Joaquim-Agostinho
- 2016
  - 2e du Tour de La Rioja[5]
- 2017
  - Trophée Matteotti
  - Classique d'Ordizia
  - 3e du championnat de Russie sur route
- 2020
  -  Champion de Russie sur route
  - 2e du championnat de Russie du contre-la-montre

### Classements mondiaux
| Année           | 2010   | 2011 | 2012 | 2013 | 2014 | 2015 |
| --------------- | ------ | ---- | ---- | ---- | ---- | ---- |
| UCI Europe Tour | 1 026e | 634e | 419e | 380e | 133e | 141e |

## Palmarès sur piste

### Championnats du monde
- Londres 2016
  - 5e de la poursuite par équipes

### Coupe du monde
- 2012-2013
  - 2e de la poursuite par équipes à Cali
- 2015-2016
  - 1er de la poursuite par équipes à Cali (avec Alexander Serov, Dmitriy Sokolov et Kirill Sveshnikov)
- 2016-2017
  - 2e de la poursuite par équipes à Cali
- 2017-2018
  - 2e de la poursuite par équipes à Minsk
  - 3e de la poursuite par équipes à Pruszków

### Championnats d'Europe
| Édition / Épreuve                | Poursuite par équipes                                                               | Scratch |
| Saint-Pétersbourg 2010 (espoirs) | Or (avec Sergey Chernetskiy, Artur Ershov et Valery Kaykov)                         | Bronze  |
| Berlin 2017                      | Bronze (avec Alexander Evtushenko, Mamyr Stash, Dmitriy Sokolov et Alexey Kurbatov) |         |

### Universiade d'été
- Shenzhen 2011
  -  Médaillé d'or de la poursuite individuelle

### Championnats de Russie
- 2011
  - 2e de la poursuite par équipes
- 2013
  - 3e de la poursuite par équipes
- 2017
  -  Champion de Russie de poursuite par équipes (avec Alexander Evtushenko, Dmitriy Sokolov et Mamyr Stash)
  - 2e de la poursuite
  - 3e de la course aux points
- 2018
  - 2e de la poursuite par équipes

### Note
1. ↑  Du 1er janvier 2009 au 23 juin 2009